# Forbasach mac Ailella
Forbasach mac Ailella (mort en 740) ou Cellach Raigni est un  roi d'Osraige dans l'actuel comté de Kilkenny. Il règne de 735 à 740.

## Contexte
la généalogie de Forbasach mac Ailella est connue par les Genealogies de  Rawlinson . la « Liste de Rois » du Livre de Leinster indique un  Ailill mac Fáeláin comme  roi avant  Cellach mac Fáelchair († 735). Ce souverain doit être son père, le frère  Cú Cherca mac Fáeláin († 712) et comme ce dernier, un fils de  Fáelán mac Crundmáel († 660), des précédents souverains
Les annales relèvent simplement qu'il est tué sans donner d'autre détail. Son fils Fáelán mac Forbasaig († 786) sera également roi d'Osraige.

## Source
- (en) Gearóid Mac Niocaill, Ireland before Vikings, Dublin, Gill & Macmillan, 1972, p. 129 Rulers of Osraige 693-802